# Медаль «За вислугу років у СС»

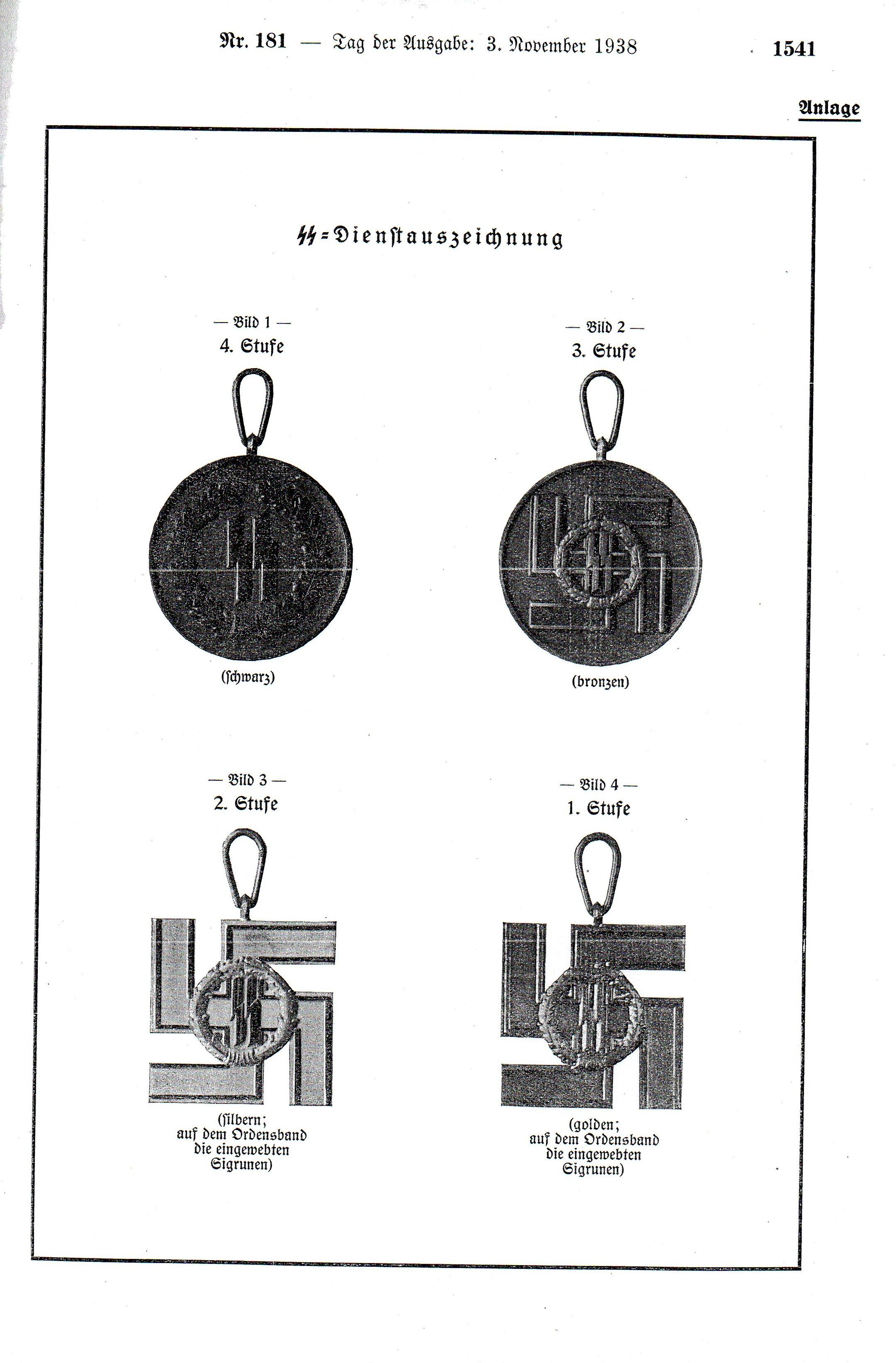
Медалі за вислугу років у лавах Ваффен-СС:
4-а ступінь — за 4 роки,
3-я ступінь — за 8 років,
2-а ступінь — за 12 років,
1-а ступінь — за 25 років

Медаль «За вислугу років у СС» (Службова відзнака СС) (нім. SS-Dienstauszeichnung) — військова нагорода, медаль Третього Рейху, що була заснована 30 січня 1938 року для нагородження військовослужбовців СС, за безперервну військову службу в лавах організації СС.
Медаль була заснована 30 січня 1938 для нагородження чинів СС і поліції за вислугу років (без дисциплінарних стягнень).

## Опис
Дизайн нагороди розроблявся в Мюнхені професором Карлом Дібічем. Знак мав 4 ступеня: 1-а (позолочений хрест) вручалася за 25 років бездоганної служби; 2-а (посріблений хрест) — за 12 років; 3-я (позолочена медаль) — за 8 років; 4-а ступінь (посріблена медаль) — за 4 роки служби. Якщо член СС мав більше однієї медалі, носилися одночасно два старших ступеня. До загального стажу служби в СС могли додавати і попередні роки роботи в НСДАП (для партійних функціонерів). За особливі заслуги передбачалося дострокове нагородження.
| Планки медалей за вислугу років |         |          |          |
| 4 роки                          | 8 років | 12 років | 25 років |

На реверсі медалі була напис «FÜR TREUE DIENSTE IN DER SS» (укр. "За вірну службу в СС"). Третя та четверта ступені мали вигляд круглої медалі, 1-а і 2-а — вид статичної свастики, вирізаної по контуру, з накладеним на центр дубовим вінком і зіг-рунами. Виготовлявся з нікелю з подальшим покриттям бронзою, сріблом, золотом або без покриття залежно від ступеня.
До знаків 1-го і 2-го ступеня покладалася орденська стрічка (або планка) синього кольору з вишитими золотом (1-а ступінь) або сріблом (2-а ступінь) рунами «подвійний зіг». На синій стрічці 3-го і 4-го ступеня містився мініатюрний медальйон із зображенням аверсу медалі.

## Сучасний статус
Відповідно до закону Німеччини про порядок нагородження орденами та про порядок носіння від 26 липня 1957 року (нім. Gesetz uber Titel, Orden und Ehrenzeichen) носіння медалі «За вислугу років у СС» забороняється у будь-якому вигляді.

## Галерея
Медаль «За вислугу років у СС»

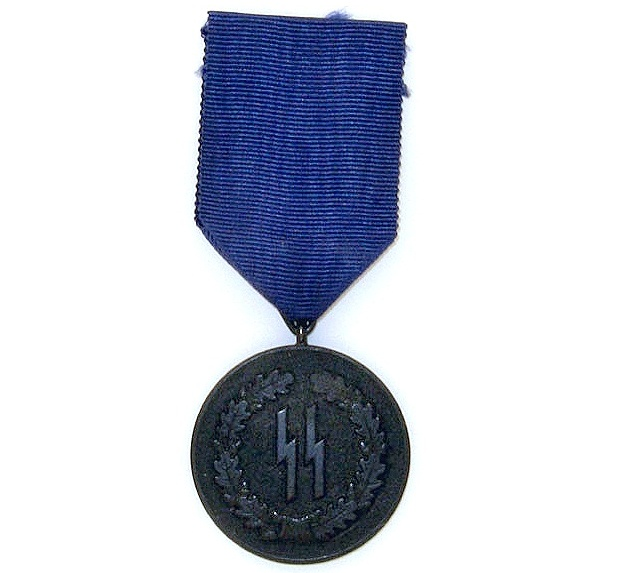
Зображення (аверс) медалі за вислугу років у лавах СС 4-го ступеня за 4 роки військової служби
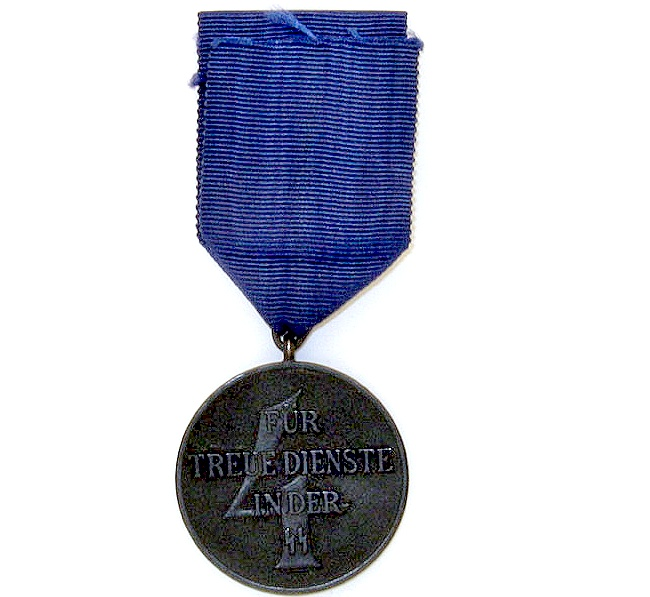
Зображення (реверс) медалі за вислугу років у лавах СС 4-го ступеня за 4 роки військової служби
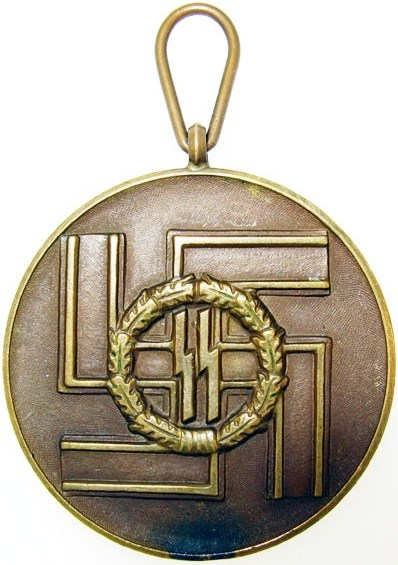
Медаль «За вислугу років у СС» 3-го ступеня за 8 років (аверс)
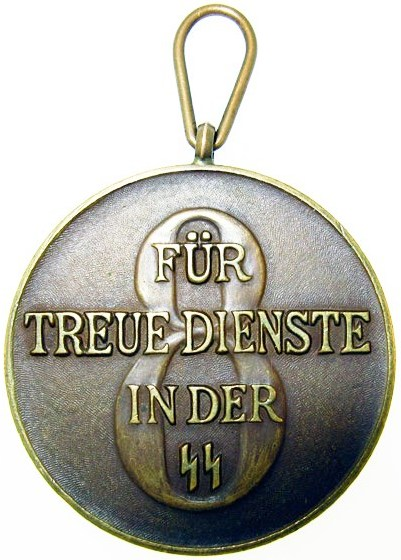
Медаль «За вислугу років у СС» 3-го ступеня за 8 років (реверс)